# Heirtzler Highland
Das Heirtzler Highland ist ein bis zu 500 m hohes Hochland an der Black-Küste des Palmerland auf der Antarktischen Halbinsel. Am Kopfende des Violante Inlet wird es nach Norden durch einen bislang unbenannten Gletscher und nach Süden durch den Maury-Gletscher begrenzt.
Das UK Antarctic Place-Names Committee benannte es 1991 nach dem US-amerikanischen Geophysiker James Ransom Heirtzler (1925–2022), einem Pionier in der Erforschung der Ozeanbodenspreizung.